# Hegyi gezerigó
A hegyi gezerigó (Oreoscoptes montanus) a madarak osztályának a verébalakúak (Passeriformes) rendjéhez és a gezerigófélék (Mimidae) családjához tartozó Oreoscoptes nem egyetlen faja.

## Rendszerezése
A fajt John Kirk Townsend amerikai ornitológus írta le 1837-ben, az Orpheus nembe Orpheus montanus néven.

## Előfordulása
Kanadában és az Amerikai Egyesült Államokban nyugati részén fészkel, telelni délre vonul, eljut Mexikóba is. Természetes élőhelyei a szubtrópusi, trópusi és mérsékelt övi cserjések.

## Megjelenése
Testhossza 23 centiméter, testtömege 40–50 gramm.

## Életmódja
Nyáron rovarokkal táplálkozik, de bogyókat is fogyaszt, főleg télen.

## Szaporodása
A tojó 4-5 tojást rak csésze alakú fészkébe. A költésben és a fiókák felnevelésében mindkét szülő részt vesz.
|  |

## Természetvédelmi helyzete
Az elterjedési területe rendkívül nagy, egyedszáma viszont csökken, de még nem éri el a kritikus szintet. A Természetvédelmi Világszövetség Vörös listáján nem fenyegetett fajként szerepel.